# Синявский, Николай Алексеевич
Николай Алексеевич Синявский (1771 — 1830-е) — русский художник XIX века; мастер пейзажа и исторической живописи, воспитанник Императорской Академии художеств.

## Биография
Николай Синявский родился 1 мая 1771 года; «придворного Российского театра актера сын». В 1776 году поступил в Высшее художественное училище при Императорской Академии художеств. В 1791 году за «дарование, способность, прилежание, хорошее поведение, скромность и добронравие» Академия удостоила еще оставить его некоторое время учеником и пенсионером и наградила за рисование с натуры первою и второю серебряными медалями. В том же году он получил вторую золотую медаль за «композицию живописи портретов» по программе; «в российском костюме упражняющаяся женщина в пристойном ее полу». 
В 1790 году за рисунки с натуры получил вторую серебряную медаль, а в 1791 году — золотую медаль ИАХ. 12 июня 1793 года, будучи пенсионером, по своему желанию уволен из Петербургской Академии с аттестатом первой степени. 
Скончался в 1830-х годах.